# Olearia kernotii
Olearia kernotii là một loài thực vật có hoa trong họ Cúc. Loài này được (F.Muell.) Mattf. mô tả khoa học đầu tiên năm 1929.